# Natrijev hidrid
Natrijev hidrid je bel prah, ki burno reagira z oksidanti, kislinami, alkoholi in z vodo. Je močan reducent in se ga uporablja v kemijski in farmacevtski industriji za kemijske redukcije in za pripojitev vodika k nenasičenim molekulam. Ker je izredno občutljiv na vodo, tudi vlago v zraku, se ga v industriji uporablja v 60% mešanici s parafinom.

## Lastnosti
Snov je v obliki mivkastega disperigiranega mikrokristaličnega prahu v mineralnem olju in je skoraj brez vonja. Ima vrelišče pri 350oC in plamenišče pri 185oC(disperzija NaH v mineralnem olju).
Snov burno reagira z vodo, saj sledi silen razpad, pri čemer se sprošča plin vodik. 
Je netopna v vseh organskih topilih, kot tudi v amonijaku in aminih.

## Ukrepi za prvo pomoč
Vdihovanje
Ponesrečenca prenesemo na svež zrak. Pri zastoju dihanja dajemo umetno dihanje, če pa je dihanje oteženo, pa kisik. Poiščemo zdravniško pomoč.
Zaužitje
Ponesrečenec naj popije veliko vode, če je potrebno tudi nekaj litrov. Ne izzvati bruhanja(nevarnost perforacije). Takoj poiskati zdravniško pomoč. Ne poskušati nevtralizirati!
Stik s kožo in očmi
Izpirati z veliko vode in milom vsaj 10 minut. Namazati s polietilen glikolom 400. Takoj odstraniti kontimirano obleko in čevlje. Poiščemo zdravniško pomoč. Kontimirano obleko pred ponovno uporabo potrebno oprati, čevlje pa uničiti.

## Ukrepi ob požaru
Posebne nevarnosti
Vnetljivo. V primeru požara se lahko tvorijo zdravju škodljivi plini ali hlapi. Delovno mesto mora biti suho. Ne dovoliti stika z vodo. V primeru razpada nevarnost eksplozije! Nevarnost prezgodnjega vžiga. Nevarnost samovžiga zaradi premočne vlage.
Neustrezna sredstva za gašenje
Haloni, alkoholno obstojna in polimerna pena, CO2, nikoli uporabljati vode za gašenje!
Primerna sredstva za gašenje
Primeren za gašenje je prah; gorečo snov se lahko prekrije s suhim peskom ali cementom.
Posebna zaščitna oprema za gasilce
Primerna zaščitna obleka, katera prepreči direkten stik s kožo, dihalna maska.

## Ukrepi ob nezgodnih izpustih
Previdnostni ukrepi, ki se nanašajo na ljudi
Ne vdihavati hlapov/aerosolov. Preprečiti stik s spojino. Zagotoviti je ustrezno prezračevanje. Odstranitev vseh virov vžiga. Uporaba osebne zaščitne opreme. 
Ekološki zaščitni ukrepi
Preprečiti izlitje v obtok, nevarnost eksplozije!

## Ravnanje z nevarno snovjo/pripravkom in skladiščenje
Ravnanje
Delovno mesto mora biti suho. Ne dovoliti stika z vodo. Upoštevanje varnostnih ukrepov pred statično elektriko. Uporabljamo osebno varovalno opremo(zaščitna očala, kemijsko odporne zaščitne rokavice, obrazno masko, zaščitni predpasnik in čevlje).
Skladiščenje
Tesno zaprt in ločeno od virov vžiga in toplote. Skladiščiti v suhem prostoru. Temperatura skladiščenja mora biti od 15oC do 25oC. dispergirano substanco v parafinskem olju hraniti originalno zaprto. Delno izpraznjene zbiralnike je potrebno prepihati s suhim dušikom pred ponovnim vračanjem v skladišče.

## Nadzor nad izpostavljenostjo/varnost in zdravje pri delu
Pazimo da ne pride v stik z očmi, kožo ali obleko, oziroma ne vdihavamo prahu(disperzija natrijevega hidrida ni prašna, vendar lahko reakcijski material izpuhteva rahlo jedko meglo), primerno prezračujemo. V primeru dotika z obleko takoj zamenjati kontamirano obleko. Potrebna je uporaba zaščitne kreme za roke, po delu s snovjo umiti roke in obraz. V nobenem primeru se pri delu s snovjo ne sme jesti ali piti. Dihala se morajo pri delu s snovjo zaščititi z zakonsko predpisanim raspiratorjem(npr. polobrazna maska s protiprašnim filtrom P2). Roke se morajo zaščititi s kemijsko odpornimi rokavicami(npr. nitril kaučuk, debeline 0.40 mm). Oči se zaščitijo z varovalnimi očali s stransko zaščito. Celotno telo mora biti zaščiteno z zaščitno obleko.

## Obstojnost in reaktivnost
Produkt z vlago razpada, je higroskopen, hranimo ga v nepropustni ovojnini, zaščiteno pred vlago pri sobni temperaturi. Burno reagira z vodo pri čemer se sproščajo zelo vnetljivi plini. Nevarni produkti razkroja so: natrijev hidroksid, vodik, ogljikov monoksid.

## Toksikološki podatki
Vdihavanje snovi
Pride do draženja sluznice, kašlja in oteženega dihanja. 
Stik s kožo
Draži kožo in povzroča opekline. 
Stik z očmi
Povzroči opekline in nevarnost oslepitve.
Zaužitje
Pride do opeklin v ustih, žrelu, požiralniku in prebavnem traktu. Nevarnost perforacije požiralnika in želodca.

## Ekotoksikološki podatki
Obstaja neznatna vodna ogroženost. Preprečiti vstop v vode, odpadne vode in zemljo. Ni kvantitativnih podatkov o ekoloških učinkih te snovi.